# Dick van Dijk
Dick van Dijk (ur. 15 lutego 1946 w Goudzie, zm. 8 lipca 1997 w Nicei) – holenderski piłkarz grający na pozycji napastnika.

## Kariera piłkarska
Dick van Dijk dorastał w Goudzie, gdzie grał w juniorskim zespole lokalnego klubu. W wieku 16 lat przeniósł się do trzecioligowego SVV. W sezonie 1966 awansował ze swoim zespołem do drugiej klasy rozgrywkowej (Eerste Divisie), jednocześnie zdobywając tytuł króla strzelców trzeciej ligi.
Latem 1967 roku przeniósł się do pierwszoligowego FC Twente i już w pierwszym sezonie zdobył 22 bramki, co pomogło w zdobyciu ósmego miejsca zespołu na koniec sezonu. W kolejnym roku van Dijk zdobył 30 goli i tym samym po raz pierwszy zdobył tytuł króla strzelców Eredivisie. 3 listopada 1968 roku FC Twente pokonało AFC Ajax 5-1 a van Dijk strzelił 3 bramki, co przyczyniło się do jego późniejszego transferu do zespołu ze stolicy.
W pierwszym sezonie w AFC Ajax van Dijk kolejny raz przekroczył barierę 20 bramek, zdobywając ich 23. 2 czerwca 1971 roku w finale Pucharu Europy na Wembley zdobył bramkę głową przeciwko Panathinaikos F.C. Mecz zakończył się zwycięstwem AFC Ajax 2-0.
W reprezentacji Holandii rozegrał 7 meczów, zdobył 1 bramkę. Ostatni mecz w barwach Oranje rozegrał 10 października 1971 roku w meczu kwalifikacji Euro 1972 przeciwko Reprezentacji NRD.
W późniejszych latach van Dijk z powodzeniem grał jeszcze w OGC Nice i w Real Murcia. Piłkarską karierę zakończył nie mając jeszcze 30 lat, w 1975 roku. Po jej zakończeniu zamieszkał w Nicei gdzie pracował jako agent nieruchomości. Zmarł nagle 8 lipca 1997 roku z powodu infekcyjnego zapalenia wsierdzia w trakcie rutynowych badań w szpitalu w Nicei.